# Ужички говор
Ужички говор (или старовлашки, ерски и златиборски говор) је говор српског језика, који припада источнохерцеговачком дијалекту штокавског наречја. Њиме традиционално говори око 500.000 људи у Златиборском и Моравичком округу, у ужичком крају, на југозападу Србије (на Староме Влаху).

## Име
Један од најстаријих помена народног језика Ужичана налази се у путопису османлијског путописца Евлије Челебије, приликом његове посете Ужичкој нахији 1664. године, где је он означен као босански језик.
Данас Ужичани православне вере најчешће свој језик зову српским, док они муслиманске вере (који углавном живе у општинама Новој Вароши, Прибоју, Пријепољу и Сјеници у Златиборском округу) свој језик зову босанским или бошњачким. Назив српскохрватски је такође употребљаван за време Југославије.

## Класификација
Ужички говор је млађи штокавски дијалекат ијекавске замене старог словенског гласа јат. Одликују га новоштокавски акценатски систем од четири акцента с дужинама после наглашених слогова и развијена нова деклинација. Данас многи Ужичани, особито у градским срединама, употребљавају екавски изговор (који је уобичајен у Србији) у говору и писању, уместо изворног ужичког ијекавског изговора. Ипак, изворни ијекавски називи места у ужичком крају, као што су Биоска, Ђетиња, Пријепоље, Бјелуша, Косјерић, Дријетањ и други, су углавном очувани. Постоје, међутим, и називи места који су добили екавски облик у књижевном изразу, мада су њихови изворни ијекавски називи често сачувани у говорном језику. Такви су Бела Река, Крива Река, Сеништа и други, који се често могу чути као Бијела Ријека, Крива Ријека, Сјеништа итд. у разговору између мештана.
У српско-хрватском дијалекатском континууму, ужички говор представља прелаз између суседних дијалеката Босне и Херцеговине и дијалеката Србије.

## Историја
Локално становништво потиче од Словена који су се измешали са илирским и келтским племенима у раном средњем веку, те је локални дијалекат у свом најранијем средњовековном облику био близак илирском и келтским и влашким језицима, од чега су данас остаци неки називи места илирског или влашког (романизованог келтског) порекла, као што су Тара, Негбина, Муртеница, Чигота и др., или ужичко средњовековно лично име Брајан, келтског порекла.
Средњовековни помени овдашњих топонима показују икавске одлике локалног народног језика, слично средњовековном језику Босне. Такви топоними попут Биле Рике, Сиче Рике, Билуше и других данас су познати као Бијела Ријека или Бела Река, Сеча Река или Сеча Ријека и Бјелуша (ијекавски или екавизовани током 19. и 20. века).
Ужички дијалекат је касније на лексичком пољу у великој мери подлегао утицају османског турског језика. Турски утицај на језик и менталитет Ужичана налази се и у роману Дошљаци ужичког књижевника Милутина Ускоковића:
| „                                   | Турски утицај се одржао још у говору и карактеру. Језик, који је иначе чист као суза, пун је турских речи. Старији Ужичани су код куће још умногоме као Турци… | ” |
| — Милутин Ускоковић, Дошљаци (1919) | |   |

Током 17, 18. и 19. века, ужички крај су населиле породице из Херцеговине, Црне Горе и других динарских области. Већина данашњих Ужичана потиче од тих досељеника, Ера. На ужички дијалекат су тада утицали млађи штокавски говори источне Херцеговине.

## Књижевност
Велики део ужичке народне књижевности чине анегдоте и пословице и епске и лирске песме, које су обе најчешће испеване у десетерцу, стиху од десет слогова, и певају се с гуслама. Главни лик у свим ужичким анегдотама је Ера (друго име за Ужичана, такође, ређе Еро), који је приказан као врло промућурна, духовита и гостољубива особа, иако је обични златиборски сељак. У ерским анегдотама, Ера увек успева да надмудри другога на крају, чак и ако друге често сматрају паметнијима од њега (попови, турске аге и српски кнезови, чиновници и др.). Ликови слични лукавоме Еру постоје у анегдотама широм Балкана: у причама о Насредину Хоџи, оријенталног порекла, или о Карађозу у грчкој и турској књижевности.
Писана књижевност, с друге стране, углавном је настајала на стандардном језику; тј. старословенском и црквенословенском у средњем веку, а касније књижевном српском језику. Прва књига штампана у ужичкоме крају, Рујанско четворојеванђеље, штампана је на црквенословенском језику 1537. године. Друге књиге на црквенословенском штампане у ужичком крају су Псалтир штампан у манастиру Милешеви 1544. године, и Јеванђеље и Цветни триод штампани у Мркшиној цркви 1562. и 1566. године. Након што су штампарије у манастирима уништиле Османлије, преписивачка школа се појавила у манастиру Рачи. Рачански рукописи су писани црквенословенским језиком, али садржавали су и многе елементе народног језика. Први рукописи на локалном дијалекту појавили су се у 19. веку. То су хронике Миладина Радовића (Самоуки рукопис) и Креманско пророчанство Милоша и Митра Тарабића.

## Примери
| „                                                       | Сишао Ера са Златибора и свратио у чувену Ђерову механу, и рече газди: „Газда, оћеш ли ми дати сатлук ракије и ручак?“ Газда му донесе и Ера поједе, па опет упита: „Оћеш ли ми дати још један сатлук ракије?“ Пошто се Ера накреса, газда му приђе с рачуном, а овај рече: „Мој лијепи газда, ја немам пара да ти платим трошак, а ја сам те и питао оћеш ли ми дати, а ти си као добар човјек доносио и давао једном сиромашном Ери и без пара.“ Газда га салети да плати, а Ера ни да чује, па се погоде да Ера пева све док се газда не насмеје. Ера певао, а газда никако да се насмеје. Најзад Ера запева колико га грло носи: „Ој, Еро, један будаласти, што пјеваш кад платити мораш?!“ Газда се насмеја и рече: „Тако је.“ Ера преста са песмом, узе капу у руке и рече: „Сад сам ти одужио и вала ти!“ То рече и изађе на улицу. | ” |
| — златиборска народна анегдота, записао Љубиша Р. Ђенић | |   |

| „                                            | Точак је једна дрвена направа на форму дрљаче. На раскршћу побије се један дирек од 2 до 3 хвата висине. На њега се дигне та дрљача, ту доведу кривца и убију га па га дигну на ону дрљачу нако са аљинама. Лице и трбу окрену доље, кроз дрљачу-точак провуку ноге и руке и ту га оставе да га тице једу и оставе га за углед свијету… Тада су се тим Цигани користили. Они ноћу одсеку руке ономе на точку па иг осуше. [Циганин потом] своју руку завуче у рукав од гуња, а ону суву држи у руци па је помоли на рукав и тако моли за милостињу, јер кука како су му руке пропале и осушиле се… Била су око Ужица махом турска имања. Све њиве по Крушчици и лединама биле су њине. Турци изађу петком уз Крушчицу па ударају у шаркије и тамбуре и пјевају оне њине пјесме на српскоме језику јер они нису знали турски ни бекнути… Сви су дућани били од дасака и шашоваца, а куће од чатме, покривене даскама и сламом… Ватра се појавила ниже садашње Житне пијаце и брзо се раширила и обукватила целу доњу страну вароши… Гледо сам онаи пламен из Татинца. Слушо сам онаи прасак и падање кућа. Ватра је била, чини ми се, у небо ударила. Наимању иглу могло се наћи у свои околини Ужица. Кад се запали дућан где има барута, а било иг је млого, просто је страшно било слушати ону праску. Само се ломи, само пуца. Горело је до Слануше и Кадинца. | ” |
| — Миладин Радовић, Самоуки рукопис (19. век) | |   |

| „                                     | Чујеш ли ти бабо! Немој ме молити да се женим. Ја се женити нећу! Кад будем имао четрдесет и пет година, ондакар ћеш ме укопати, а женити ме никад нећеш! […] Ја се, Босо, женити нећу а ти ћеш се удати… И удаћеш се добро. Добићеш и ђеце, али ће ти све најмилије помријети у цвету младости! Тада ће доћи вријеме, када ћеш се покајати и мене сетити, па ћеш рећи: „Е, јадна Босо! Камо лијепе среће да се нијесам ни удавала!“ […] Оће, оће, куме и то скоро! Чућеш! Баш зато сам те и звао, да ти јопет кажем и потврдим да ће се све то ускоро догодити. Скоро ћеш чути, ђе ће у двору погинути и краљ и краљица. Они ће за једну ноћ нестати, као да их је гром побио. | ” |
| — Креманско пророчанство, 19. столеће | |   |